# Ligue de Délos
 (février 2025).
- Si vous ne connaissez pas le sujet, laissez ce bandeau (vous pouvez alors contacter les auteurs).
- Si vous supprimez le contenu mis en cause (vous pouvez préalablement contacter les auteurs),

argumentez précisément cette suppression dans la page de discussion
(un manque de référence n'est pas un argument ; une recherche réelle de référence doit avoir été effectuée, être formellement documentée).
Sauf précision contraire, les dates de cet article sont sous-entendues « avant l'ère commune » (AEC), c'est-à-dire « avant Jésus-Christ ».
 (février 2022).
Si vous disposez d'ouvrages ou d'articles de référence ou si vous connaissez des sites web de qualité traitant du thème abordé ici, merci de compléter l'article en donnant les références utiles à sa vérifiabilité et en les liant à la section « Notes et références ».

L'empire athénien en -431

La ligue de Délos est une alliance militaire entre les cités grecques dominées par Athènes créée à la fin des guerres médiques en 478 av. J.-C. pour faire face aux Perses, et dissoute en 404 av. J.-C..

## Contexte
À la suite de ses victoires sur les Perses au cours des guerres médiques, Athènes devient la puissance dominante du monde grec durant toute la période du Ve siècle av. J.-C. Ces guerres ont fait naître un sentiment d'unité grecque, avec une volonté de créer une confédération étatique soutenue militairement, financièrement et culturellement par Athènes. Athènes devient la cité mère, les autres cités devenant des vassales.
Les richesses accumulées, destinées au financement des armées sont le trésor de Délos. En 454 av. J.-C., il est transféré à Athènes. L'union entre la nouvelle métropole et ses provinces est passée de mutuellement consentie à maintenue par la force. Cette nouvelle configuration se traduit par une large diffusion du modèle athénien, avec entre autres, de 450 av. J.-C. à 446 av. J.-C., l'obligation pour les alliés d'utiliser les monnaies et les unités de poids et de mesures athéniennes, ainsi que par une centralisation du pouvoir, qui consiste notamment en un transfert de l'autorité judiciaire vers Athènes : les historiens parlent dès lors d’« empire athénien ». La ligue de Délos est dissoute en 404 av. J.-C. à la fin de la guerre du Péloponnèse où Sparte est vainqueur d'Athènes.

## Les fondements de la puissance athénienne
À partir de 478 av. J.-C., Athènes met en place la ligue de Délos, malgré la faible puissance de ses forces terrestres, qui se résument à seulement 9 000 hoplites du fait de l'inexistence d'une armée permanente.
La puissance militaire athénienne est donc essentiellement navale : on parle de thalassocratie, depuis la construction de la plus grande flotte de trières de l’époque par Thémistocle en 483 av. J.-C. Les navires sont de plus en plus perfectionnés, ce qui permet à Athènes de gagner la majorité de ses batailles navales.
Le financement du trésor de Délos provient principalement des grandes capacités monétaires de la cité grâce au gisement des mines du Laurion. En 483 av. J.-C., six ans avant la mise en place de la Ligue, la cité disposait de 200 talents d'argent (5 200 kg) de très bonne réputation sur les marchés, car pur à 99 %. Les alliés ont aussi consenti un important effort financier pour s’assurer de bénéficier d’une protection optimale de la part des Athéniens, à défaut de pouvoir eux-mêmes superviser la production en série de ce type de navires.
Deux autres cités possèdent d'importantes flottes (Thasos et Samos) mais les perdirent dans le cadre de révoltes contre l'hégémonie athénienne, respectivement en 463 et 440. Finalement, après 440, il n'y a plus aucune flotte capable de rivaliser avec celle d'Athènes, qui contrôle intégralement le bassin égéen et une grande partie de la Méditerranée orientale. La région des détroits, notamment grâce à l'installation de clérouquies, est, elle aussi, particulièrement surveillée pour assurer ses approvisionnements.
L’élément constitutif de la puissance athénienne le plus négligé est d'ordre défensif, ce sont les fortifications extérieures qui englobent l'ensemble de la ville et son port principal, Le Pirée. Celui-ci fut bâti à l'initiative de Thémistocle pour remplacer l'ancien port de Phalère, en même temps que la consolidation des remparts était engagée à la suite de la bataille de Platées.
Les garnisons installées en Ionie assurent le maintien de l’ordre au sein de la Ligue. À la suite de la révolte que connaît cette région lors des années 490, les Athéniens s'installent, chassant ainsi les tyrans pro-perses et instaurant un régime démocratique, notamment à Milet. Ces nouvelles démocraties sont sous contrôle grâce au grand nombre de citoyens athéniens fidèles à leur patrie implantés sur place. Leur utilité est visible pendant la guerre du Péloponnèse, où, dans des cités comme Byzance et Mégare, des partisans d'Athènes ont joué un rôle important pour soutenir les efforts militaires de leur patrie.
Les proxènes athéniens sont au cœur de ce système de contrôle et de surveillance des alliés de l'intérieur. À Athènes, les proxènes sont des étrangers à qui la cité accorde des privilèges, à condition qu’ils acceptent de s'occuper des citoyens étrangers s’installant dans le lieu où ils exercent et qui sont leurs concitoyens. La proxénie est habituellement utile à la justice et à la diplomatie, mais les Athéniens se servirent de leurs proxènes, recrutés parmi leurs partisans, comme agents de renseignement. Ainsi, en 428, les proxènes athéniens ont prévenu leur cité-hôte de la révolte de Mytilène. L’implantation athénienne se traduit aussi par des investissements de particuliers qui achètent une grande part des terres inoccupées situées en territoires alliés, ainsi que par l'envoi de clérouques, qui fondent des colonies militaires.
Sous l'effet de sa protection navale, de l'installation de ses colonies militaires et civiles, de sa puissance économique, de son rayonnement culturel et de l'émigration de ses citoyens, Athènes assimila progressivement les cités alliées à des territoires conquis.

## Histoire de la ligue de Délos
La confédération de Délos est le nom que les historiens modernes donnent à l'alliance militaire défensive (symmachie) que formèrent les cités grecques en 477 av. J.-C. pour lutter contre les Perses, après que ceux-ci eurent été refoulés hors de Grèce.
Les principaux membres de la confédération étaient Athènes, les cités grecques ioniennes de la côte de l’Asie Mineure, celles de l’Hellespont, de Propontide (mer de Marmara) et la plupart des îles de l'Égée comme Chios, Lesbos et Samos. C’est Athènes qui prit la tête de la confédération à la demande de ses alliés.
L'île de Délos, lieu du premier congrès fédéral en mai 477 av. J.-C., sacrée pour tous les Ioniens, devint le siège de la confédération et abrita son trésor. Certaines cités dotées d’une marine puissante, comme Chios, Samos et Lesbos, fournissaient les navires à l’alliance ; les autres versaient chaque année un tribut en nature ; les premières contributions furent évaluées par Aristide le Juste et elles se seraient élevées à 460 talents, ce qui correspondait à la somme nécessaire pour tenir en alerte 200 trières pendant 9 mois. Cette somme annuelle ne varia plus jusqu'à 425, date à laquelle Athènes la doubla.

### Les succès de Cimon
Au début, Cimon dirige, avec sous ses ordres les 200 autres membres de la confédération, une lutte acharnée contre les Perses, et remporte un certain nombre de victoires, notamment lors de la bataille de l'Eurymédon, en 469 ou 466, qui permet aux Athéniens de contrôler l'Asie Mineure et de récupérer un important butin, qui servit à la réalisation de grands aménagements urbains.
En même temps que Cimon développe une stratégie de lutte contre les Perses, il propose une entente avec Sparte. Il pense que cette alliance spartiate peut d'une part contrebalancer le développement des idées démocratiques auxquelles il est hostile et d'autre part offrir une protection terrestre à Athènes, Sparte étant la plus grande puissance hoplitique de l'époque au contraire d'Athènes qui souffrait sur le plan stratégique de sa faiblesse hoplitique. Sur le plan de la politique intérieure, Cimon d’une part pense que le pouvoir démocratique doit reposer dans les mains des petits propriétaires, il prône donc une démocratie hoplitique, et d’autre part opte clairement pour un clientélisme ciblé essentiellement sur la population citadine qui concentre l'essentiel des pouvoirs. C'est donc un chef charismatique, bien que fortement critiqué par Thémistocle. Ce dernier souhaite que ce soient ceux qui contribuent le plus au développement de l'empire qui tirent profit de la richesse qu'il procure, c'est-à-dire les thètes, rameurs dans l'armée. En 471, Thémistocle est ostracisé et Cimon tient alors les rênes de la démocratie athénienne.
L'histoire de la Ligue sous Cimon est ponctuée par les révoltes d'alliés contestant le tribut dû à Athènes et les conquêtes menées au seul profit d’Athènes. Ainsi, en 469, Skyros est envahie, soumise à l’esclavage et sa population remplacée par une garnison de clérouques. La même année, Naxos est assiégée et vaincue à la suite de sa défection de la Ligue. En 465, c’est Thasos qui se révolte avec l'espoir d'un appui spartiate qui ne vient jamais. À l'issue de deux années d’importante résistance qui se solde par sa défaite, l’ex-seconde force de l’alliance perd ses remparts, sa flotte, ses comptoirs situés en Thrace, l’exploitation de ses gisements, et s’acquitte d’une amende considérable qui la ruine.
Durant cette même année se produit la révolte des hilotes de Sparte causée par un tremblement de terre meurtrier qui désorganise profondément la cité et permet ainsi aux esclaves de fuir en profitant de leur grande supériorité numérique. La cité nouvellement alliée du Péloponnèse décide de faire appel à Athènes pour mater la rébellion. Cimon présente à l'Ecclésia la nécessité d'une intervention athénienne contre l'avis d'Éphialtès qui veut laisser chaque cité gérer ses crises internes, l'interventionnisme athénien au sein de la Ligue de Délos posant déjà suffisamment de problèmes selon lui. Finalement un contingent hoplitique sous commandement de Cimon et de ses partisans part pour Sparte. Cependant les Spartiates jugeant cette assistance insuffisante (ou, selon Thucydide, par crainte de leur trop grande puissance) décident de renvoyer les Athéniens chez eux en 462. Pour ce cuisant échec et la crise interne à la ligue, Cimon est ostracisé l’année suivante, ce qui laisse le champ politique libre pour ses adversaires que sont Périclès et Éphialtès. Ce dernier étant assassiné durant cette même année 461, Périclès reste la figure la plus emblématique du mouvement démocratique, mais sans réel pouvoir autre que celui de stratège, puisque Athènes est une cité démocratique.

### Périclès et le rationalisme de l'alliance
L'expédition de 450 met fin à la lutte qui opposait Athènes aux Spartiates et aux Béotiens. En 457, Égine et Tanagra capitulent face à Athènes.
Les Athéniens luttent sur plusieurs fronts à la fois. En 460, ils mènent une grande expédition dans le delta du Nil destinée à appuyer une révolte contre les Perses qui se solde en 454 par un désastre. En 450, ils mènent une autre expédition à Chypre contre les Perses, expédition marquée par la mort de Cimon.
Celle-ci donne définitivement à Périclès les coudées franches, mais il s'aperçoit qu'il ne peut poursuivre un combat contre autant d’ennemis. En 449 est donc conclue la paix de Callias, qui met fin aux conflits avec les Perses. En 446 est conclue une paix de 30 ans avec Sparte, qui met fin aux luttes qui opposaient les Athéniens aux Péloponnésiens. Durant cette paix, chacune des deux grandes puissances campe sur ses positions et s'engage à ne pas débaucher les alliés des autres.
Cette paix permet à Athènes de gérer sa sphère de contrôle qui s'étend sur les cités d'Attique, aux cités de l'alliance qui paient le tribut et qui fournissent les rameurs, et enfin sur l'arrière-pays : la Macédoine, la Thrace et la région des détroits.
La révolte de Samos éclate en 440 à la suite d'une rivalité entre la cité alliée d'Athènes et sa voisine aussi membre de la Ligue de Délos, Milet. Le contentieux porte sur la possession de Priène ; Milet se tourne vers Athènes pour tenter une médiation refusée par Samos. Périclès intervient alors avec 40 trières, renverse le gouvernement oligarchique de Samos, prend des otages et laisse une garnison sur place. Soutenus par le satrape Pissouthnès, les oligarques reprennent le pouvoir à Samos et livrent la garnison athénienne aux Perses. Après cette première victoire, Byzance rejoint Samos dans sa défection de la ligue.
Samos étant l'une des cités fondatrices de la ligue de Délos et disposant par ailleurs d'une flotte importante, Périclès décide d'intervenir de nouveau pour empêcher toute contagion de la rébellion. Après huit mois de conflit et l'envoi de 200 navires contre l'avis de Corinthe, les Samiens capitulent en 439, abattent leurs murs, livrent leur flotte et fournissent des otages ainsi qu'une indemnité de guerre de 200 talents. La démocratie est rétablie.

### Le tribut et le décret athénien sur le monnayage des cités alliées
En 454 avant JC, le trésor de la ligue est ramené de Délos à Athènes, sous prétexte de le soustraire à la menace perse. La fonction de « trésorier » (hellénotame) de la ligue est une « charge » athénienne.
À partir de cette date, le montant du phoros est réévalué tous les quatre ans par la Boulè, à l’occasion des Grandes Panathénées. Mais la perception restait annuelle. Elle fait l'objet d'une procédure soigneusement contrôlée par Athènes pour éviter toute malversation, tant des convoyeurs que des contribuables. Le décret de 425 établit une commission élue spécialement pour décider les montants à payer par chaque cité. Cette commission était constituée de 1 000 jurés. La plupart des cités faisaient appel aux logographes pour négocier le tribut. Ainsi Antiphon avait rédigé un discours pour les habitants de l'île de Samothrace qui s'estimaient trop imposés. Les tribunaux athéniens étaient également saisis en cas de litige.
La perception du tribut évolua au cours du temps, ainsi, en 442, les cités qui paient le tribut sont regroupées par grands districts. En 440, année de la révolte de Samos, Athènes exige le versement d'un impôt supplémentaire.  En 431, une distinction entre les cités qui versent le tribut spontanément et celles aux citoyens plus généreux est établie. Après 431, certaines cités oubliaient de verser le tribut. Athènes, en conséquence, envoya des percepteurs accompagnés de navires de guerre pour collecter le tribut.
Des textes réglementaires furent édictés. Un décret sur le monnayage impose aux alliés l'usage de l'étalon monétaire, des poids et des mesures athéniens. Un autre décret impose une harmonisation pour faciliter la perception du tribut.
Le montant du phoros variait en fonction de la taille de la cité. Ainsi les petites cités versaient moins d'un talent, ce qui était avantageux pour elles car elles bénéficiaient tout de même de la protection athénienne à moindre frais. Seules les cités payant le plus se révoltèrent, sans provoquer de mouvement général.

## Aspects culturels et religieux de l'hégémonie athénienne

### Aspects culturels
Dans le domaine culturel, il faut d'abord noter les grands travaux de l'Acropole d'Athènes. En 447, commence le chantier du Parthénon, un temple, mais qui serait plutôt un temple – trésor. Le véritable temple de l'acropole est l'Érechthéion. Il faut en retenir le programme iconographique, avec deux frontons : le fronton est, représentant la naissance d'Athéna, et le fronton ouest, qui représente la lutte d'Athéna et de Poséidon pour la possession de l'Attique, Athéna faisant don aux Athéniens de l'olivier.
On y trouve également des métopes représentant la lutte des Centaures contre les Lapithes. À l'intérieur se trouve une frise représentant la procession des Panathénées. Ces grands travaux continuent jusqu'à la fin du Ve siècle, après la mort de Périclès.
Dans le domaine du théâtre, Eschyle écrit en 458 la trilogie de l'Orestie. L'intérêt de cette pièce est que toute l'action se situe à Argos, mais l'issue se situe à Athènes. Le personnage principal en est Oreste qui fuit Argos sur le conseil de l'oracle de Delphes et qui se réfugie à Athènes. Il y institue le conseil de l'aréopage. C'est une manière de célébrer en 458 l'aréopage qui a perdu son rôle en 462.
Sophocle, quant à lui, écrit Antigone. L'action se déroule à Thèbes. Dans une fratrie composée d'une sœur et de deux frères, ces derniers s'entretuent pour le contrôle de Thèbes. Le nouveau roi Créon enterre seulement celui qui a défendu la cité, et expose les restes du second, contre les traditions de l'époque. Antigone l'enterre contre l'avis du roi. Elle meurt et le roi reste seul. 
C'est une leçon de politique. Créon rétablit l'ordre, mais il commet une faute religieuse en refusant la sépulture à un mort. Antigone décide de se conformer à des lois voulues par les dieux, qui sont supérieures aux lois humaines. C'est une leçon valable pour les cités de l'empire : faut-il se conformer aux décisions athéniennes, ou y a-t-il d'autres lois plus hautes, divines ?

### Aspects religieux
En 440, un décret impose aux alliés de fournir une bête de sacrifice et une panoplie pour les Panathénées. En 425, un autre décret indique que les alliés doivent défiler aux Panathénées comme les colonies d'Athènes. Athènes se comporte comme la métropole de ces alliés, comme si elle avait colonisé toute la mer Égée. De plus, les alliés devaient se rendre à Athènes pour les Grandes Dionysies, au début du printemps.
De même, le culte d'Athéna, déesse protectrice des Athéniens, se répand. Il est attesté dans les archipels grecs, à Samos, Cos et en Eubée à Chalcis par des textes difficiles à dater. Seule une borne de sanctuaire abordant ce sujet a pu être approximativement datée aux alentours de 450–446. Ce culte ne semble pas avoir été imposé par la force, il a été institué par certains citoyens athéniens installés dans ces régions par dévotion et loyauté envers leur cité mère.
L'arrivée du culte d'Athéna s'accompagne aussi d'une forte promotion du culte à mystère d'Éleusis, originellement athénien. Ce culte ésotérique rencontre un important succès. On sait par Isocrate qu'au IVe siècle, un certain nombre de cités grecques envoient les prémices de leurs récoltes, soit le 600e de la récolte d'orge et le 1/1200 de la récolte de grain, à Éleusis sur ordre de l'oracle de Delphes. Cette pratique datant de l'empire athénien et provenant de sa puissante métropole constitue un phénomène majeur du Ve siècle av. J.-C. puisqu'il réussit à avoir un impact sur la démographie athénienne.
La dispersion du culte athénien dans les cités devenues vassales constitue une forte tradition, devenant ainsi une part prépondérante des liens unissant Athènes à ses alliés avec la démocratie.

## Les sources
De nombreuses sources existent, mais leur interprétation est délicate. Les premières sont les textes des premiers historiens, tel Thucydide, qui livre une narration continue de l'impérialisme athénien, dans le premier livre de La Guerre du Péloponnèse. Il passe néanmoins sous silence un certain nombre d'événements importants. De plus, il ne donne pas de repère chronologique précis et il ne fournit aucune indication sur les relations entre Athènes et les Perses après la paix de Callias de 449, une paix sur laquelle il ne dit rien non plus. Il ne dit encore rien sur la paix conclue entre Athènes et Sparte en 446, et il explique que la guerre du Péloponnèse est le résultat de l'augmentation de la puissance athénienne.
Au rang des historiens, on trouve encore Hérodote, qui fournit des indications sur les origines de la Ligue de Délos, dont la bataille du cap Mycale marque l'acte de fondation. Il donne des détails sur les relations entre Athènes et Sparte et renseigne sur un grand nombre de cités du monde égéen, à la différence de Thucydide qui ne s'intéresse qu'à Athènes. Son idée est que la révolte de l'Ionie est une erreur et que l'aide d'Athènes marque le début des troubles.
On trouve également l'historien Diodore de Sicile (Ier siècle apr. J.-C.), qui livre une bibliothèque universelle en 40 livres. Il nous présente une narration continue de l'histoire grecque de l'époque classique. Il s'est largement inspiré d'Éphore qui suivait un plan chronologique mais qui faisait une série d'histoires régionales. En revanche, il signale des évènements que Thucydide passe sous silence.
Plutarque, lui, au IIe siècle apr. J.-C. écrit les Vies parallèles. Ce n'est pas à proprement parler un historien mais plutôt un moraliste. Il utilise des sources perdues de manière critique.
Enfin, il y a les sources épigraphiques. Elles se font plus nombreuses au Ve siècle. La gravure de texte est liée à la démocratie athénienne, marquée par un contrôle croissant par le peuple, qui exige une inscription sur la pierre des décisions politiques. À partir de 462, des décrets et des comptes de constructions apparaissent. En plus du versement du phoros, les Athéniens demandent que le 60e du tribut soit versé par chaque cité au culte de la déesse Athéna. Les Athéniens ont dressé des listes annuelles pour le versement de cette Aparchè. Peu de listes sont complètes, mais lorsqu'elles le sont, ces listes attiques informent sur les modes de perception du tribut, lorsqu'elles sont croisées avec d'autres inscriptions.